# 康定石杉
康定石杉（学名：Huperzia kangdingensis）为石杉科石杉属下的一个种。